# Sesquilinearform
Als Sesquilinearform (lat. sesqui = anderthalb) bezeichnet man in der linearen Algebra eine Funktion, die zwei Vektoren einen Skalarwert zuordnet, und die linear in einem, semilinear im anderen ihrer beiden Argumente ist. Ein klassisches Beispiel ist die durch
{\displaystyle f((v_{1},\ldots ,v_{n}),(w_{1},\ldots ,w_{n}))={\overline {v}}_{1}w_{1}+\ldots +{\overline {v}}_{n}w_{n}}
definierte Abbildung {\displaystyle f\colon \mathbb {C} ^{n}\times \mathbb {C} ^{n}\to \mathbb {C} }, das komplexe Standardskalarprodukt.
Hierbei bezeichnet der Querstrich die komplexe Konjugation.
Die beiden Argumente können verschiedenen Vektorräumen {\displaystyle V,W} entstammen, denen jedoch ein gemeinsamer Skalarkörper {\displaystyle K} zugrunde liegen muss; eine Sesquilinearform ist eine Abbildung {\displaystyle f\colon V\times W\to K}; sie ist eine Linearform bezüglich des einen und eine Semilinearform bezüglich des anderen Argumentes. Für die Reihenfolge von linearem und semilinearem Argument gibt es unterschiedliche Konventionen; in der Physik ist es üblich, das semilineare Argument zuerst zu nennen.
Über den reellen Zahlen stimmt das Konzept der Sesquilinearform mit dem der Bilinearform überein.

## Definition
Es seien {\displaystyle V,W} Vektorräume über den komplexen Zahlen.
Eine Abbildung
{\displaystyle S\colon V\times W\to \mathbb {C} ,\quad (v,w)\mapsto S(v,w)=\langle v,w\rangle }
heißt Sesquilinearform, wenn {\displaystyle S} semilinear im ersten und linear im zweiten Argument ist, das heißt
- {\displaystyle \langle v_{1}+v_{2},w\rangle =\langle v_{1},w\rangle +\langle v_{2},w\rangle }
- {\displaystyle \langle \lambda v,w\rangle ={\overline {\lambda }}\;\langle v,w\rangle ;}

und
- {\displaystyle \langle v,w_{1}+w_{2}\rangle =\langle v,w_{1}\rangle +\langle v,w_{2}\rangle }
- {\displaystyle \langle v,\lambda w\rangle =\lambda \,\langle v,w\rangle .}

Dabei sind {\displaystyle v,v_{1},v_{2}\in V}, {\displaystyle w,w_{1},w_{2}\in W} und {\displaystyle \lambda \in \mathbb {C} }.
Manchmal wird stattdessen auch Linearität im ersten und Semilinearität im zweiten Argument gefordert; dieser Unterschied ist jedoch rein formaler Natur.
Diese Definition lässt sich auch auf Vektorräume über anderen Körpern oder Moduln über einem Ring verallgemeinern, sobald auf dem Grundkörper bzw. -ring ein ausgezeichneter Automorphismus oder zumindest Endomorphismus
{\displaystyle \lambda \mapsto {\overline {\lambda }}}
gegeben ist. Ein Kandidat für derartige Endomorphismen ist der Frobeniushomomorphismus in positiver Charakteristik.
Die konstante Nullabbildung ist eine Sesquilinearform, wir schreiben {\displaystyle S=0}. Punktweise Summen und skalare Vielfache von Sesquilinearformen sind wieder Sesquilinearformen. Die Menge der Sesquilinearformen bildet also einen {\displaystyle \mathbb {C} }-Vektorraum.

## Hermitesche Sesquilinearform
Eine Sesquilinearform {\displaystyle S\colon V\times V\to \mathbb {C} } heißt hermitesch, falls
{\displaystyle S(v,w)={\overline {S(w,v)}}}
gilt. Diese Definition ist analog zur Definition der symmetrischen Bilinearform. Das Adjektiv „hermitesch“ leitet sich von dem Mathematiker Charles Hermite ab.

## Beispiele
Ein inneres Produkt über einem komplexen Vektorraum ist eine Sesquilinearform mit hermitescher Symmetrie, also sogar eine hermitesche Form, siehe auch Kreinraum.

## Polarisierung

### Aussage
Eine wichtige Rolle spielt die sogenannte Polarisierungsformel
{\displaystyle {\begin{aligned}4\cdot S(y,x)&=\sum _{k=0}^{3}\mathrm {i} ^{k}S(x+\mathrm {i} ^{k}y,x+\mathrm {i} ^{k}y)\\&=S(x+y,x+y)+\mathrm {i} S(x+\mathrm {i} y,x+\mathrm {i} y)-S(x-y,x-y)-\mathrm {i} S(x-\mathrm {i} y,x-\mathrm {i} y),\end{aligned}}}
die zeigt, dass die Form bereits durch ihre Werte auf der Diagonalen, d. h.
auf Paaren der Form {\displaystyle \langle \xi ,\xi \rangle } eindeutig bestimmt ist.
Die Polarisierungsformel gilt nur für Sesquilinearformen, nicht aber für allgemeine Bilinearformen.

### Spezialfall
Eine unmittelbare Konsequenz aus der Polarisierungsformel ist die Tatsache, dass
die Form {\displaystyle S} bereits dann verschwindet, wenn {\displaystyle S(x,x)=0} für alle {\displaystyle x}.
Oder anders ausgedrückt: Falls {\displaystyle S(x,x)=T(x,x)} für alle {\displaystyle x}, dann {\displaystyle (S-T)(x,x)=0}, 
also {\displaystyle S=T}.

### Gegenbeispiel
Für allgemeine Bilinearformen gilt diese Aussage nicht, folglich kann es auch keine Polarisierungsformel geben.
Dies erkennt man an folgendem Beispiel. Sei {\displaystyle V=W\cong \mathbb {R} ^{2}} und setze
{\displaystyle S(x,y):=x^{T}{\begin{pmatrix}0&-1\\1&0\end{pmatrix}}y=-x_{1}y_{2}+x_{2}y_{1}}.
{\displaystyle S} ist offenbar bilinear und es gilt 
{\displaystyle S(x,x)=-x_{1}x_{2}+x_{1}x_{2}=0} für alle {\displaystyle x\in \mathbb {R} ^{2}}. Andererseits ist
{\displaystyle S((1,0),(0,1))=1}.

### Folgerung
Sei {\displaystyle ({\mathcal {H}},\langle \cdot ,\cdot \rangle )} ein Hilbertraum und {\displaystyle T} ein beschränkter linearer Operator. Dann ist {\displaystyle S(x,y):=\langle Tx,y\rangle } eine beschränkte Sesquilinearform. Die Beschränktheit
bedeutet, dass {\displaystyle |S(x,y)|\leq C\|x\|\cdot \|y\|} (hier {\displaystyle C=\|T\|}). Umgekehrt folgt aus dem
Darstellungssatz von Fréchet-Riesz, dass jede beschränkte Sesquilinearform einen beschränkten Operator {\displaystyle T}
bestimmt, so dass {\displaystyle S(x,y)=\langle Tx,y\rangle } für alle {\displaystyle x,y\in {\mathcal {H}}}.
Insbesondere verschwindet {\displaystyle S} genau dann, wenn {\displaystyle T} verschwindet. Dies kann man auch wie folgt leicht
direkt sehen: falls {\displaystyle S=0} so folgt {\displaystyle \|Tx\|^{2}=S(x,Tx)=0} für alle {\displaystyle x\in {\mathcal {H}}}, also
{\displaystyle T=0}. Die Umkehrung folgt sofort aus der Definition von {\displaystyle S}.
Mit der Polarisierungsidentität folgt also, dass ein Operator genau dann Null ist, 
wenn {\displaystyle \langle Tx,x\rangle =0} für alle {\displaystyle x}. 
Diese Aussage gilt jedoch nur über dem Grundkörper der komplexen Zahlen {\displaystyle \mathbb {C} }, über den reellen Zahlen ist zusätzlich die Bedingung notwendig, dass T selbstadjungiert ist.

## Sesquilinearformen auf Moduln
Das Konzept der Sesquilinearform lässt sich auf beliebige Moduln verallgemeinern, wobei an die Stelle der komplexen Konjugation ein beliebiger Antiautomorphismus auf dem zugrundeliegenden nicht notwendigerweise kommutativen Ring tritt. Seien {\displaystyle M,N} Moduln über demselben Ring {\displaystyle R} und {\displaystyle \theta } ein Antiautomorphismus auf {\displaystyle R}. Eine Abbildung {\displaystyle \langle \cdot ,\cdot \rangle \colon M\times N\to R} heißt genau dann {\displaystyle \theta }-Sesquilinearform, wenn für beliebige {\displaystyle m,m_{1},m_{2}\in M}, {\displaystyle n,n_{1},n_{2}\in N} und {\displaystyle \lambda \in R} die folgenden Bedingungen gelten:
- {\displaystyle \langle m_{1}+m_{2},n\rangle =\langle m_{1},n\rangle +\langle m_{2},n\rangle }
- {\displaystyle \langle m,n_{1}+n_{2}\rangle =\langle m,n_{1}\rangle +\langle m,n_{2}\rangle }
- {\displaystyle \langle \lambda m,n\rangle =\lambda \langle m,n\rangle }
- {\displaystyle \langle m,\lambda n\rangle =\langle m,n\rangle \theta (\lambda )}[2]